# Discografia dei Mayhem
La discografia dei Mayhem, gruppo black metal formatosi nel 1984 a Oslo in Norvegia, è costituita da 6 album in studio, 8 album dal vivo, 3 EP, 5 demo, 4 singoli e 2 raccolte.

## Album in studio
| De Mysteriis Dom Sathanas                                                                 | - Pubblicazione: 24 maggio 1994 - Etichetta: Deathlike Silence, Century Black - Formati: CD, MC, LP, digital download  | —  | —  | —  | —  |              |
| Grand Declaration of War                                                                  | - Pubblicazione: 27 marzo 2000 - Etichetta: Season of Mist, Necropolis Records - Formati: CD, MC, LP, digital download | —  | —  | —  | —  |              |
| Chimera                                                                                   | - Pubblicazione: 17 gennaio 2004 - Etichetta: Season of Mist - Formati: CD, MC, LP, digital download                   | 28 | —  | —  | —  |              |
| Ordo Ad Chao                                                                              | - Pubblicazione: 16 aprile 2007 - Etichetta: Season of Mist - Formati: CD, MC, LP, digital download                    | 12 | 57 | —  | —  |              |
| Esoteric Warfare                                                                          | - Pubblicazione: 6 giugno 2014 - Etichetta: Season of Mist - Formati: CD, MC, LP, digital download                     | —  | —  | 32 | 14 | - US: 1,900+ |
| Daemon                                                                                    | - Pubblicazione: 25 ottobre 2019 - Etichetta: Century Media Records - Formati: CD, MC, LP, digital download            | —  | —  | —  | —  |              |
| "—" Indica gli album che non sono stati distribuiti o che non sono entrati in classifica. | |    |    |    |    |              |

## Album dal vivo
| Anno | Titolo                             | Dettagli                                                                        |
| ---- | ---------------------------------- | ------------------------------------------------------------------------------- |
| 1990 | Live in Leipzig                    | - Pubblicazione: 1993 - Etichetta: Obscure Plasma Records, Avantgarde Records   |
| 1995 | Dawn of the Black Hearts (bootleg) | - Pubblicazione: 17 febbraio 1995 - Etichetta: Warmaster Records                |
| 1999 | Mediolanum Capta Est               | - Pubblicazione: 7 dicembre 1999 - Etichetta: Avant Garde                       |
| 2001 | Live in Marseille                  | - Pubblicazione: 16 giugno 2001 - Etichetta: Black Metal Records                |
| 1990 | Live in Zeitz                      | - Pubblicazione: 16 settembre 2016 - Etichetta: Peaceville Records              |
| 2016 | De Mysteriis Dom Sathanas Alive    | - Pubblicazione: 13 dicembre 2016 - Etichetta: Autoprodotto dai Mayhem          |
| 1990 | Live in Jessheim                   | - Pubblicazione: 3 novembre 2017 - Etichetta: Peaceville                        |
| 1990 | Live in Sarpsborg                  | - Pubblicazione: 7 aprile 2017 (LP), 29 marzo 2019 (CD) - Etichetta: Peaceville |
| 2023 | Daemonic Rites                     | - Pubblicazione: 15 settembre 2023 - Etichetta: Century Media Records           |

## EP
| Anno | Titolo                            | Dettagli                                                                                                 |
| ---- | --------------------------------- | --- |
| 1987 | Deathcrush                        | - Pubblicazione: 16 agosto 1987 - Etichetta: Posercorpse (1000 copie), Deathlike Silence (1993 ristampa) |
| 1997 | Wolf's Lair Abyss                 | - Pubblicazione: 12 novembre 1997 - Etichetta: Misanthropy Records                                       |
| 2009 | Life Eternal                      | - Pubblicazione: 7 gennaio 2009 - Etichetta: Saturnus Productions                                        |
| 2021 | Atavistic Black Disorder/Kommando | - Pubblicazione: 9 luglio 2021 - Etichetta: Century Media Records                                        |

## Demo e singoli
| Anno | Titolo                           | Note |
| ---- | -------------------------------- | --- |
| 1986 | Voice of a Tortured Skull        | Gran parte del materiale apparirà anche nella prossima demo                                                 |
| 1986 | Pure Fucking Armageddon          | Registrazione solo strumentale. Euronymous e Necrobutcher cantano durante le incisioni                      |
| 1987 | Deathrehearsal                   | Registrato il 17 e 18 gennaio 1987. Prima incisione dei Mayhem con Maniac alla voce come cantante ufficiale |
| 1992 | From the Darkest Past (bootleg)  | Registrazioni strumentali di Euronymous, Varg Vikernes, e Hellhammer                                        |
| 1996 | Out from the Dark                | Registrazioni di inizio 1991                                                                                |
| 1996 | Freezing Moon/Carnage            | Registrazioni del 1990                                                                                      |
| 1997 | Ancient Skin/Necrolust           | |
| 2014 | Psywar                           | |
| 2019 | Worthless Abominations Destroyed | |
| 2019 | Of Worms and Ruins               | |
| 2019 | Falsified and Hated              | |

## Raccolte
| Anno | Titolo           | Note                                                         |
| ---- | ---------------- | ------------------------------------------------------------ |
| 2001 | European Legions | Brani dal vivo e outtakes tratte da Grand Declaration of War |
| 2001 | U.S. Legions     | Brani dal vivo e outtakes tratte da Grand Declaration of War |

## Cofanetti
| Anno | Titolo                | Note                                                    |
| ---- | --------------------- | ------------------------------------------------------- |
| 2002 | The Studio Experience | Collezione in vinile; contiene tutti i precedenti album |

## Videografia
| Anno | Titolo                               | Note |
| ---- | ------------------------------------ | --- |
| 1988 | Rehearsal 1988                       | L'unico filmato dei Mayhem dove sono chiaramente visibili i volti di Dead ed Euronymous.                               |
| 1990 | Live In Jessheim - Norway 03-02-1990 | Un nuovo video del concerto pubblicato dalla Peaceville nel 2019, con una qualità dell'immagine ancora molto scadente. |
| 1990 | Live In Sarsporg - Norway 28-02-1990 | Un nuovo video del concerto pubblicato dalla Peaceville nel 2019, con una qualità dell'immagine ancora molto scadente. |
| 1998 | Live In Bischofswerda                | Registrato nel giugno 1997. Si tratta del primo concerto della band dai tempi di Live in Leipzig del novembre 1990.    |
| 2001 | Live In Marseille 2000               | |
| 2002 | Mayhem - Cult of Aggression          | Documentario di Stefan Rydehed                                                                                         |
| 2008 | Pure Fucking Mayhem                  | Documentario di Stefan Rydehed                                                                                         |